# Ориша

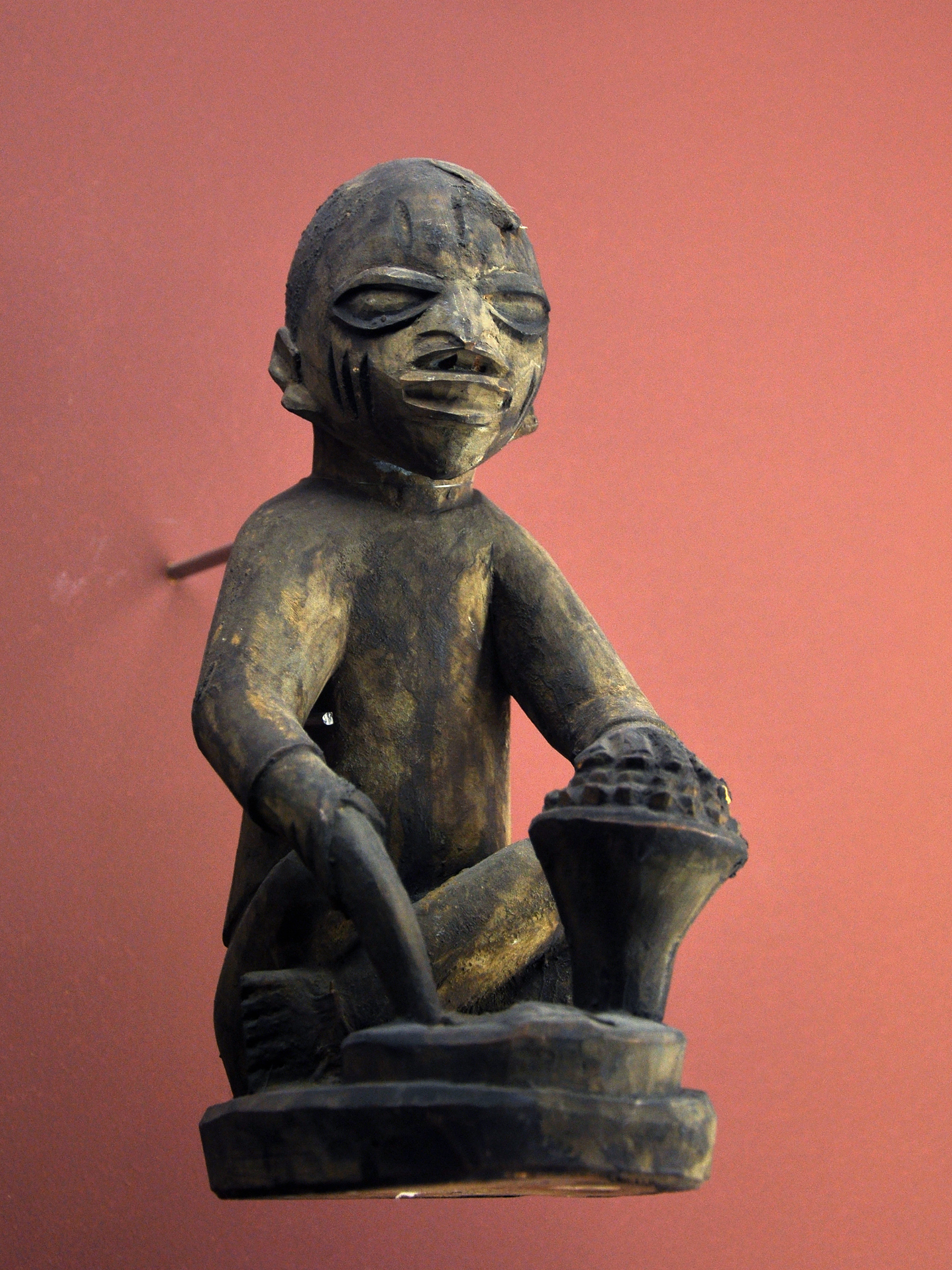
Статуэтка ориша в музее Леона.

Ориша́ (йоруба Òrìṣà, исп. Orisha, порт. Orixá) — духи, эманации единого бога Олодумаре (Творца) в религии африканского народа йоруба — Ифа, кубинской сантерии и ряде афробразильских культов, таких, как умбанда и кандомбле. Они являются посредниками между Миром Духа и Миром Земли. Считается, что Олодумаре при создании мира очень устал от своей работы и не отвечает на молитвы, поэтому последователи традиции молятся Ориша — тем, кто всегда перемещается между небом и землей.
По традиционным верованиям, существуют 801 Ирунмоле (йоруба Irúnmọlẹ̀ — Чистый Дух). 400 из них постоянно находятся в Орун (Orun — Мир Духа), остальные же 401 постоянно перемещаются из Орун в Айе (Aye — Мир Земли) и обратно. Таким образом они поддерживают жизнь на Земле, а также порядок и равновесие.

## Основные Ориша
- Эшу́ — принцип хаоса, перемен, преобразования и правосудия в зависимости от его аспекта или дороги, которая была призвана в процессе ритуала. Эшу открывает дорогу и облегчает связь между миром людей и царством Духа. Эшу поддерживает космический и социальный порядок. Ритуалы в африканской традиции йоруба выполняются через обращение к Эшу, потому что он умеет переводить язык людей на язык Духа и, наоборот, язык Духа на язык людей. Эшу предоставляет силу двух миров: Иколе А́йе (видимая реальность) и Иколе О́рун (невидимая реальность).

Согласно древним верованиям, существует 21 аспект или дорога Эшу:
1. Эшу О́ро — Силы слова.
2. Эшу Алаке́ту — Призывается для почтения Ориша Ошун.
3. Эшу Опи́н — Открывает дорогу в иные миры. Хранитель ashe (энергии) Игбоду — места для проведения инициаций и ритуалов.
4. Эшу Исе́ри — Эшу трав.
5. Эшу Го́го — Эшу Божественного Правосудия, платы и справедливости. Призывается для прекращения конфликтов.
6. Эшу Ва́ра — Эшу Личных взаимоотношений.
7. Эшу Иже́лу — Эшу барабанов.
8. Эшу Айе́де — мистическое и пророческое видение, полученное от Духа.
9. Эшу Ода́ра — Связан с практикой Ифа.
10. Эшу Же́ки Э́бо Да — Эшу жертвоприношений животных.
11. Эшу Аго́нгон Го́жа — Эшу ритуальной одежды.
12. Эшу Эле́кун — леопард, хищник.
13. Эшу Арово́же — почитается вместе с Олокун — богом морей.
14. Эшу Ла́лу — Эшу танца.
15. Эшу Паку́та Си Э́ва — участвует в процессе преобразования и возрождения.
16. Эшу Ке́ве Ле Ду́нже — Эшу сладостей, призывается для привлечения изобилия.
17. Эшу Элеба́ра — Эшу Силы Воинов.
18. Эшу Эмало́на — Эшу необычных мер, неистовый аспект Эшу.
19. Эшу Ларо́йе призывается для почтения Ориша Ошун — тайна плодородия.
20. Эшу Ананаки́ — связан с духом Предков Эгун.
21. Эшу Окобу́ру — Злая Дубина.

Также широко распространены следующие Эшу:
- Эшу Рэй — царь Эшу.
- Эшу Транка Руас — призывается для защиты от врагов.
- Эшу да Капа Прета — специализируется на чёрной магии и проклятиях.

Силы Ориша
- Бабалу́-Айе́ — ориша, покровительствующий исцелению инфекционных болезней.
- Ибежи́ — близнецы Таэби и Каиндэ. Покровители детей и смеха. Медиумы под влиянием энергий Ибежи начинают вести себя как дети. В качестве приношений посвящаются сладости.
- Йеманджа́ или Иеманджи́ — Мать рыб и Мать всех ориша, богиня океана[1]. В романе Жоржи Амаду «Мёртвое море» — богиня моря; её волосы — лунная дорожка на воде. Как одна из Матерей в религии йоруба олицетворяет заботу и поддержку. Подобно любой матери, может также быть строга и сильна. Её энергия приносит стабильность.
- Обатала́ (Ошала́) — ориша Белого Света, его цвет — белый. Согласно древним сказаниям йоруба, создал людей из глины. Обатала — ориша чистоты, этики и надлежащего поведения. Приносит ясность и понимание, крепкое здоровье и мир. Детьми Обатала на земле йоруба являются судьи (Ogboni).
- Огу́н — бог войны и железа, хранитель правды. Огун обладает огромной, иногда грубой, силой, которую призывают, чтобы удалить препятствия, блокирующие дорогу и личную судьбу. Наносит поражение врагам и является надежной защитой. В природе динамичная и живучая энергия Огун проявляется посредством утвердительных и агрессивных действий. Мачете, цепи и ножи всех видов украшаются его символами.
- Ойя́ или Йанса́н — женское божество охоты и ветров[2]. Ориша ветра, хранительница кладбищ и рынков. Энергия Ойя приносит внезапные перемены, которое могут привлечь благо или вред. В синкретизме Баии соответствует католической святой Варваре. Чудесному оживлению статуи св. Варвары Громоносицы и её превращению в Ойя/Йансан посвящён роман Жоржи Амаду «Исчезновение святой» (1988).
- Оло́кун — ориша Океана. Обеспечивает силу и стабильность, приносит богатство. Искусный целитель. В Ифа Олокун имеет мужской и женский аспекты.
- Ору́нмила также Орунмила́ — ориша предсказания. Существуют специальные предсказательные техники: Оби Абата, Цепь Опеле и Священные Орехи Икин.
- Осаи́н также Осани́н или Осанье́ — ориша растений и трав, зная все их тайны, преобразовывает их энергию в магическую силу, что делает каждый ритуал Ифа—Ориша действенным. Осаин взаимосвязан с Эшу и Орунмила́, также помогает Бабалаво в использовании своей силы.
- Ошо́сси — божество охоты, лесов и животных. Помогает самосовершенствованию человека. Его символ — это лук и стрелы. Обитает рядом с Огуном.
- Ошу́н или Олошу́н — женское божество рек, изначально божество реки Ошун в Нигерии и любви — аналог древнегреческой Афродиты[2]. Приносит любовь, красоту и радость. Ошун олицетворяет любовь, красоту и радость; воплощает источник изобилия, богатства, соития и рождения. Ориша Ошун — хранительница тайн удовольствия (Oluwa Awo Inu Didun Ipilese) и не обусловленной любви. В Африке её последователи носят ожерелья из медных бусин. Она — Женственность (Iwa Obinrin) и Соблазнительница (Pansaga Obirin).
- Шанго́ — ориша грома и молнии, хранитель социального правосудия. Его символ — двусторонний топор. Шанго — искусный стратег, способный с легкостью провести через самую опасную местность.